# Ardisia spanoghei
Ardisia spanoghei är en viveväxtart som beskrevs av Rudolph Herman Scheffer. Ardisia spanoghei ingår i släktet Ardisia och familjen viveväxter. Inga underarter finns listade i Catalogue of Life.